# Heteralonia bagdadensis
Heteralonia bagdadensis är en tvåvingeart som först beskrevs av Macquart 1840.  Heteralonia bagdadensis ingår i släktet Heteralonia och familjen svävflugor. Inga underarter finns listade i Catalogue of Life.